# Drosera nitidula
Drosera nitidula ist eine fleischfressende Pflanze aus der Gattung Sonnentau (Drosera). Sie gehört zur Gruppe der sogenannten Zwergsonnentaue und ist im südwestlichen Australien heimisch.

## Beschreibung

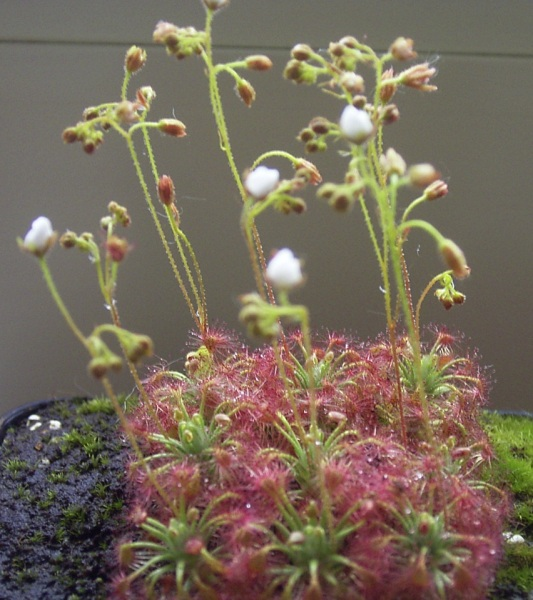
Drosera nitidula, Habitus (in Kultur)

Drosera nitidula ist eine mehrjährige, krautige Pflanze. Diese bildet eine flache, kompakte, rosettenförmige Knospe aus horizontalen Blättern mit einem Durchmesser von etwa 1,5 cm. Die Sprossachse ist ca. 5 mm lang und mit den welken Blättern der Vorsaison bedeckt.
Die Knospe der Nebenblätter ist eiförmig, 5 mm lang, 3 mm im Durchmesser und etwas unter den Jungblättern „begraben“. Die Nebenblätter selbst sind 3,5 mm lang, 4 mm breit und dreilappig. Der mittlere Lappen ist in 3 Segmente unterteilt.
Die Blattspreiten sind annähernd kreisförmig, 2,5 mm lang und 2 mm breit. Die längeren Tentakeldrüsen befinden sich am Rand und etwa 1,5 mm entlang der Blattstiele, kürzere in Inneren. Auf der Unterseite befinden sich einige Drüsen. Die Blattstiele sind bis zu 5,5 mm lang, am Ansatz 0,7 mm, erweitern sich in der Mitte auf 0,8 mm und verjüngen sich auf 0,5 mm an der Blattspreite. Sie sind halb lanzenförmig und überall mit winzigen Härchen bedeckt.
Blütezeit ist November bis Januar. Die ein bis zwei Blütenstände sind 2,5 cm lang und komplett mit Drüsen besetzt. Der Blütenstand ist ein Wickel aus 4 bis 12 Blüten an rund 3,5 mm langen Blütenstielen. Die eiförmigen Kelchblätter sind 2 mm lang und 0,9 mm breit. Die Ränder sind glatt und die Spitzen etwas gezahnt. Die Oberfläche ist mit zylindrischen, rotköpfigen Drüsen besetzt. Die weißen Kronblätter sind umgekehrt eiförmig, 3,3 mm lang und 2 mm breit. Die Basis der Kronblätter bildet einen keilförmigen, grünlichen Finger mit 1 mm Länge und 0,3 mm Breite.
Die fünf Staubblätter sind 1,3 mm lang. Die Fäden sind weiß, die Staubbeutel rot und die Pollen gelb. Der blassgrüne Fruchtknoten ist umgekehrt eiförmig, 0,8 mm lang und 1 mm im Durchmesser. Die 3, oft auch 4 weißen, horizontal gestreckten Griffel sind 0,4 mm lang. Die Narben sind blutrot und nierenförmig.
Typisch für Zwergsonnentaue ist die Bildung von Brutschuppen: Die lanzenförmigen, 0,4 mm dicken Brutschuppen werden gegen Ende November bis Anfang Dezember in großer Zahl gebildet und haben eine Länge von ca. 1,4 mm und eine Breite von 1 mm.
Die Chromosomenzahl beträgt 2n = 28.

Verbreitung von Drosera nitidula in Australien

## Verbreitung, Habitat und Status
Drosera nitidula kommt nur auf einer kleinen Fläche im äußersten Südwesten Australiens vor. Die Pflanze gedeiht dort am Rande von feuchten Senken in Lehm oder sandigen Tonböden.
Die bekannten Populationen befinden sich zwischen Gingin und Pinjarra, in der Scott River Region und bei Esperance.

## Systematik
Neben der Nominatform wurden lange drei Unterarten anerkannt (Drosera nitidula ssp. omissa, Drosera nitidula ssp. leucostigma, Drosera nitidula ssp. allantostigma), deren genauer Rang nicht unumstritten war, Jan Schlauer und Wilhelm Barthlott stuften die beiden Unterarten leucostigma und allantostigma als Varietäten ein. Einer Revision 2007 folgend genießen die entsprechenden Unterarten allerdings sämtlich Artrang. Dabei blieben alle Bezeichner erhalten mit Ausnahme von Drosera nitidula ssp. omissa, deren Name sich als ungültig erwies und daher durch Drosera patens ersetzt wurde.